# 八剣橋

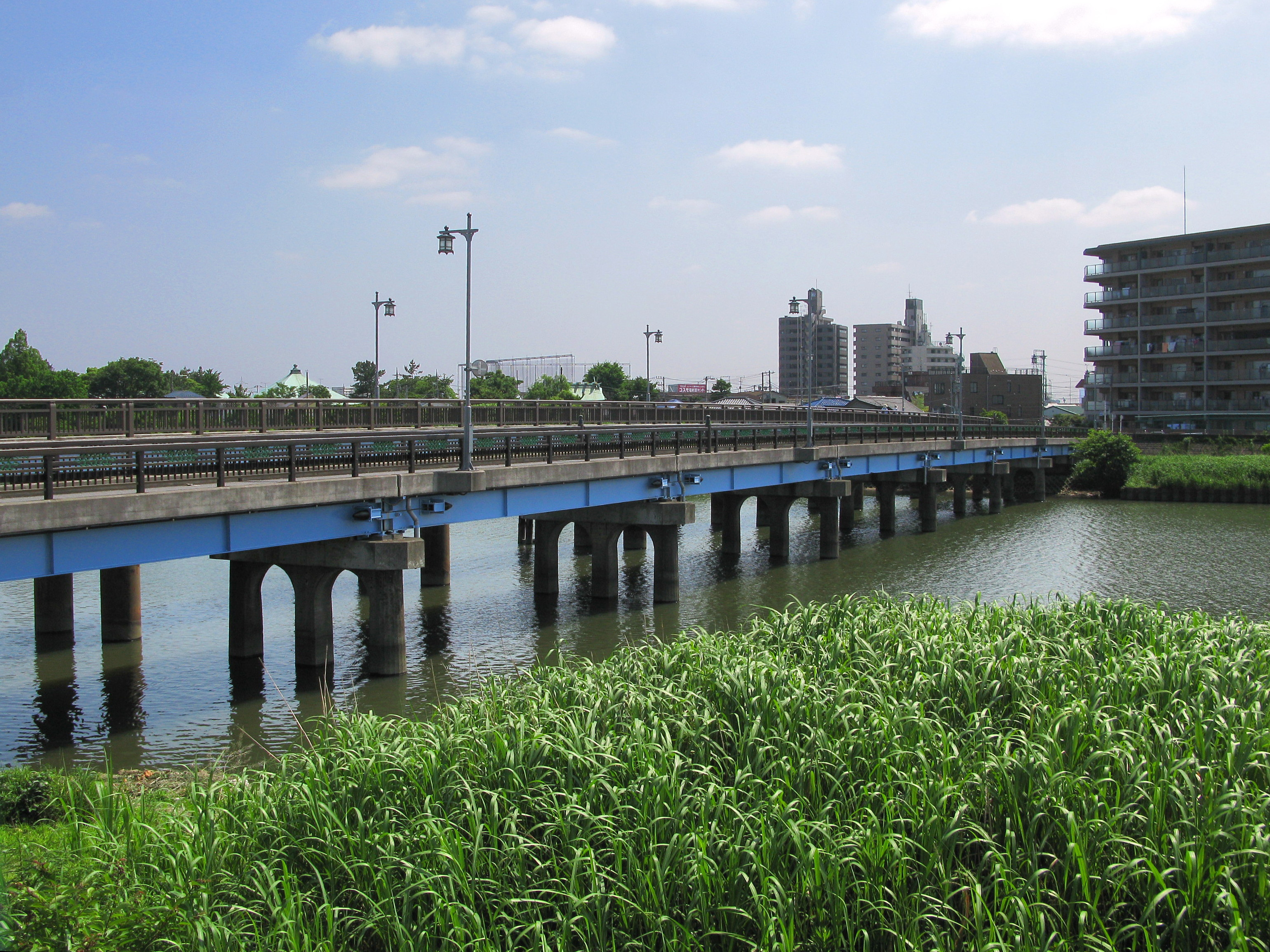
八剣橋（2012年6月）

八剣橋（やつるぎばし）は、新中川に架かる橋のひとつで、東岸の東京都葛飾区奥戸九丁目と西岸の奥戸八丁目を結ぶ。橋名は西岸の奥戸八丁目に所在する「八剣神社」から名付けられた。

## 歴史
1959年（昭和34年）9月 新中川掘削工事に伴い架橋された。その後、下流側に長さ120.3 mの八剣橋人道橋が1976年に設置され、人車分離となった。

## 諸元
- 形式 – 7径間上路鋼鈑桁橋
- 橋長 – 111.4 m[1]
- 幅員 – 4.5 m（車道）

## 架け替え計画
橋を管理する葛飾区は、安全性と快適性を兼ね備えた橋への架け替えを検討するため「新中川橋梁架け替え事業計画」を平成20年度に策定した。
初年度は、架け替えの計画・検討のための現況調査等を実施する。

## 周辺
- 葛飾区立奥戸中学校
- JR新金線
- 八剣神社
- 宝蔵院
- 北沼公園
- 環七通り

## 隣の橋
- 新中川

（上流） - 細田橋 - 三和橋 - 八剣橋 - 奥戸新橋 - 中川放水路橋梁 - （下流）